# Casa di Spinoza (Rijnsburg)
Lo casa di Spinoza, in olandese Spinozahuis, è una casa-museo dedicata al filosofo Baruch Spinoza a Rijnsburg, nei Paesi Bassi. 
Il museo è costituito dall'edificio dove questi abitò tra il 1661 e il 1663.
L'edificio è riconosciuto come Rijksmonument (monumento del regno) dallo Stato olandese.

## Spinoza a Rijnsburg
Spinoza era nato ad Amsterdam, nel 1632, in una famiglia di ebrei di origine portoghese. Nel 1656 era stato sottoposto da parte della sua congregazione religiosa a una scomunica (cherem) le cui ragioni non sono note in dettaglio, ma che fu dovuta quasi di sicuro alle opinioni eterodosse su Dio e sulla religione in generale che egli già in quegli anni doveva aver cominciato a professare.

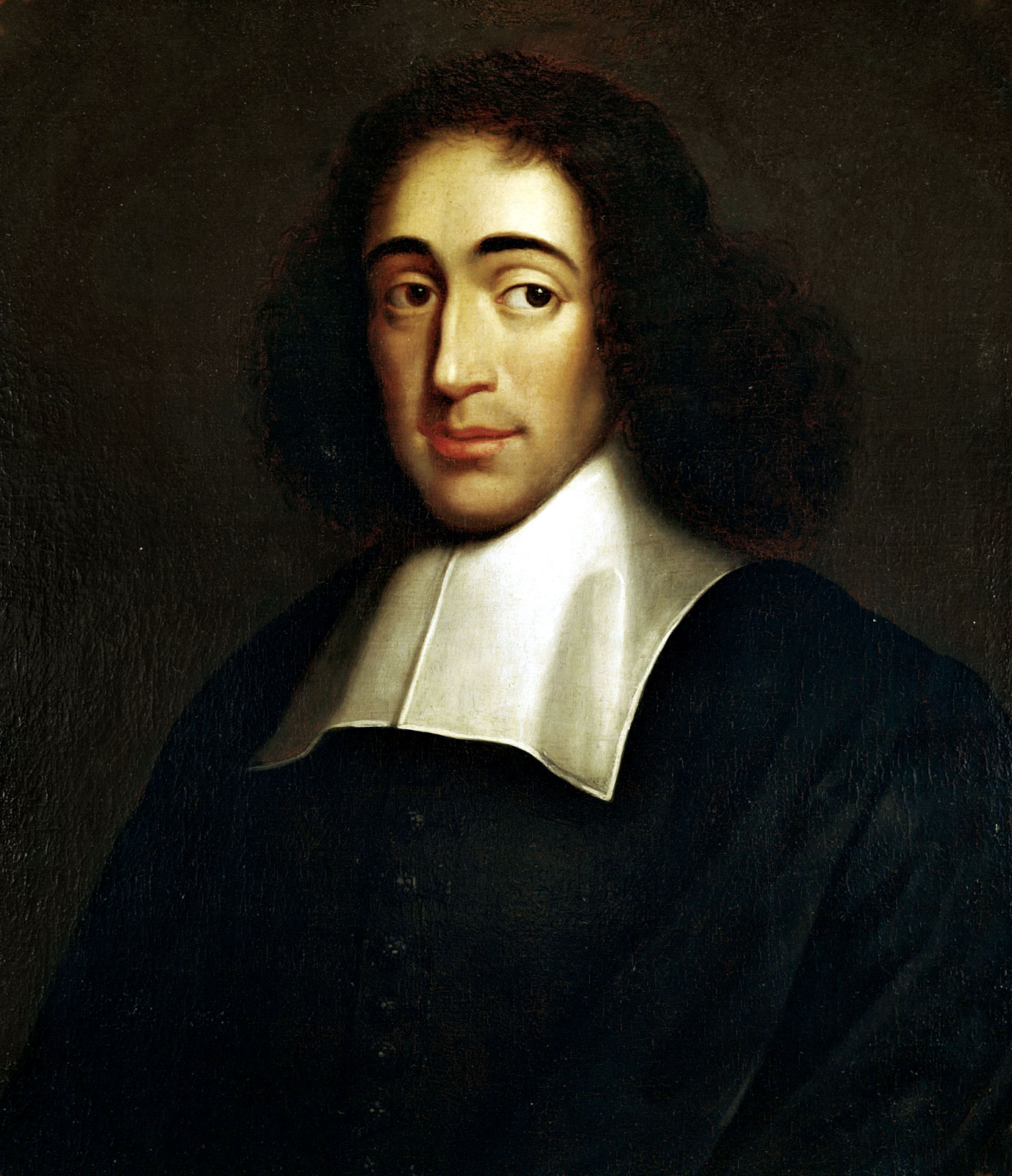
Baruch Spinoza ritratto intorno al 1665.

In seguito alla cacciata dalla comunità, con cui dovette interrompere tutti i contatti, Spinoza intensificò i rapporti già avviati con i «liberi pensatori» protestanti di Amsterdam, i cosiddetti collegianti; mentre, studiando presso Franciscus Van den Enden, perfezionò la sua padronanza del latino oltre che, molto probabilmente, la sua conoscenza degli elementi della cultura classica e di alcune nozioni fondamentali di storia della filosofia.
Quasi sicuramente nella seconda metà degli anni 1650 Spinoza cominciò a guadagnarsi da vivere realizzando lenti che venivano poi utilizzate per produrre microscopi o altri strumenti ottici. Continuò a studiare, e forse iniziò a insegnare, nella scuola di Van den Enden, intanto che approfondiva la sua conoscenza del più innovativo pensatore dell'epoca, Cartesio, anche grazie ad alcuni soggiorni presso l'Università di Leida.
Spinoza lasciò infine Amsterdam nel 1661, per stabilirsi, nell'estate di quell'anno, a Rijnsburg, un sobborgo di Leida. Tra le ragioni per cui egli decise di stabilirsi in tale villaggio ci fu forse il fatto che esso era stato, e in qualche misura era ancora, un importante centro delle attività dei collegianti; il motivo principale della scelta comunque fu probabilmente che, come scrive il biografo di Spinoza Steven Nadler, Rijnsburg era una località allo stesso tempo tranquilla grazie al suo relativo isolamento, ma anche vicina all'Università di Leida.
A Rijnsburg Spinoza visse nella casa di un collegiante di nome Herman Hooman, medico di professione, in una via chiamata Katwijklaan (oggi Spinozalaan).
Il periodo trascorso a Rijnsburg prima di trasferirsi, nel 1663, a Voorburg, nei pressi dell'Aia, fu importante nella biografia intellettuale di Spinoza. Poco dopo essersi stabilito nel villaggio Spinoza ricevette una visita di Henry Oldenburg, futuro primo segretario della Royal Society britannica, con cui avrebbe in seguito intrattenuto una lunga corrispondenza scientifica e filosofica. Nel 1661, molto probabilmente, Spinoza aveva già interrotto il lavoro sul Trattato sull'emendazione dell'intelletto, ma proprio in quel periodo redasse buona parte del testo del Breve trattato su Dio, l'uomo e il suo bene, che terminò all'inizio del 1662.
Durante il periodo trascorso a Rijnsburg Spinoza si recò più volte ad Amsterdam e all'Aia a trovare i suoi conoscenti, e altre visite ricevette da essi o da personalità legate all'Università di Leida, come Niels Stensen. Intanto che continuava la sua attività di intagliatore di lenti, egli per qualche tempo diede lezioni private sulla filosofia cartesiana a uno studente di Leida, Johannes Casearius; i materiali di quelle lezioni, organizzati secondo un «metodo geometrico» di ispirazione euclidea, sarebbero stati pubblicati da Jan Rieuwertsz nel 1663 come Principi della filosofia di Cartesio. Proprio con l'approfondirsi dell'interesse per tale metodo espositivo probabilmente Spinoza avviò la rielaborazione dei contenuti del Breve trattato per dar vita a quella che già nel 1663 egli riteneva una versione quasi definitiva del suo capolavoro, l'Etica (il cui completamento comunque, in realtà, avvenne solo nel 1675).

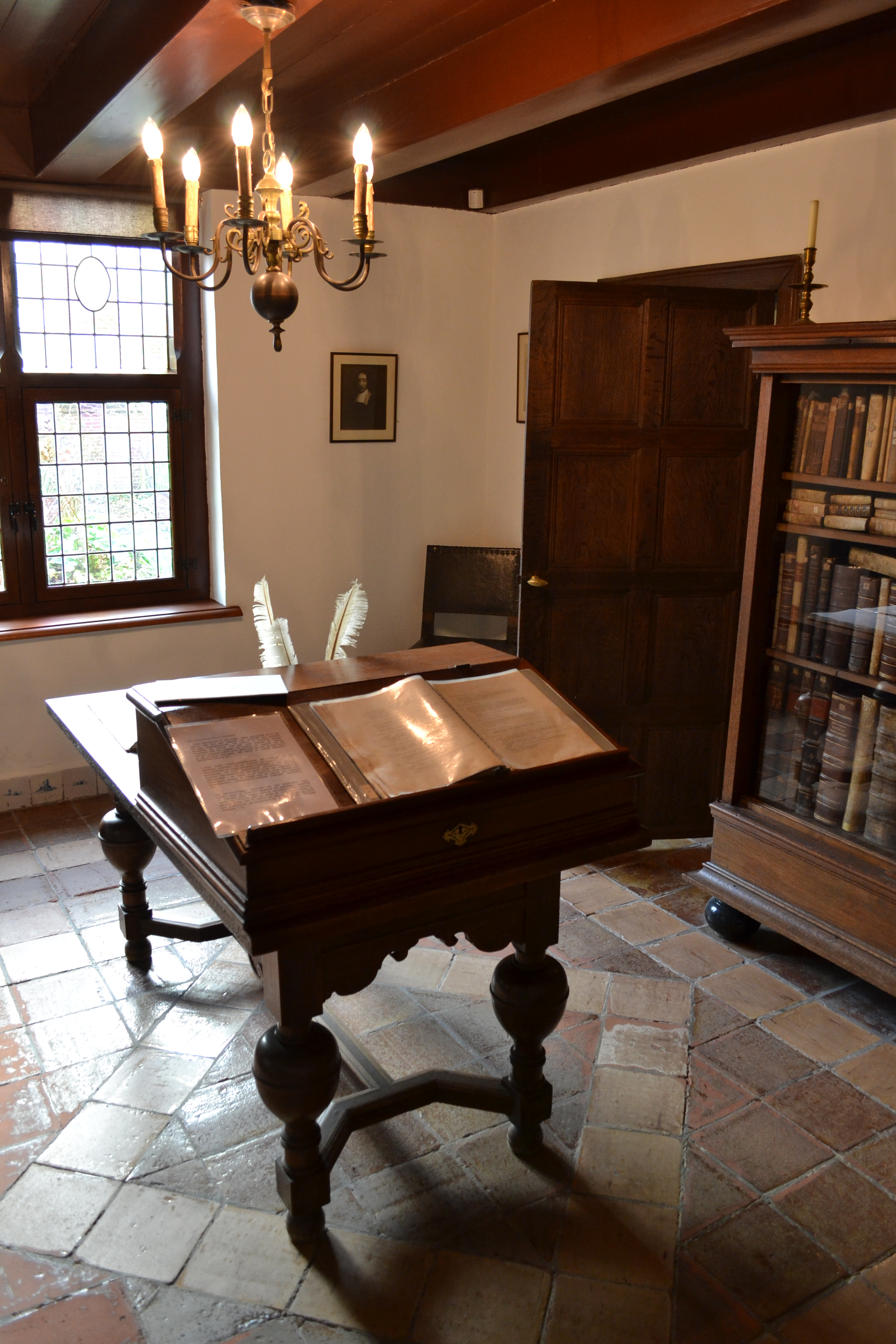
La stanza del museo in cui è stato ricostruito lo studio di Spinoza.

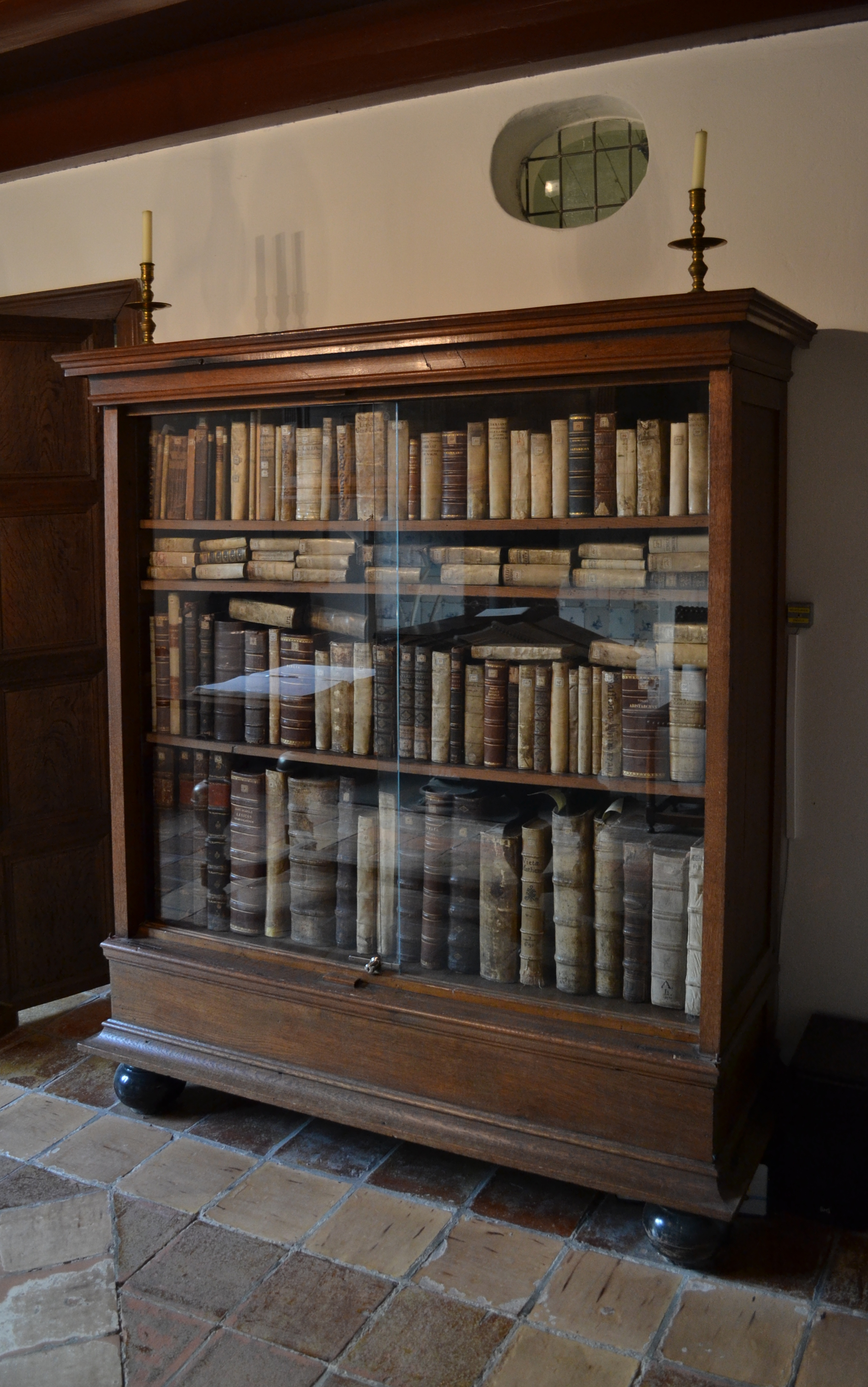
La biblioteca di Spinoza è stata quasi completamente ricostruita con le stesse edizioni che il filosofo possedeva, ed è conservata nel museo.

## Il museo presso lo Spinozahuis
Nel 1667, alcuni anni dopo la partenza di Spinoza, alla casa dove egli aveva vissuto venne aggiunta una targa che riportava un estratto di un testo del poeta Dirk Camphuysen:
En wilden daarbij wel!
De Aard waar haar en Paradijs,
Nu isse meest een Hel.»
e intenti al bene!
La terra sarebbe loro un Paradiso,
mentre ora è un Inferno.»
Fu poi nel corso del XVIII secolo che un medico, Johannes Monnikhoff, lasciò scritto che la casa di Rijnsburg in cui Spinoza era vissuto si caratterizzava appunto per tale iscrizione.
Per un periodo si persero le tracce dell'edificio; esso fu però identificato nel 1896 quando Willem Meijer, uno studioso esperto di Spinoza, venne a sapere che una vecchia casa di Rijnsburg era stata messa in vendita e che essa presentava una targa con i citati versi di Camphuysen. Venne quindi fondata un'associazione, sotto il nome olandese Vereniging Het Spinozahuis, con l'obiettivo di acquistare la casa e di ristrutturarla, in modo da poterla trasformare in un museo dedicato a Spinoza.
Dapprima furono aperte ai visitatori solo due stanze; gli spazi della casa un tempo occupati dai custodi furono poi, in seguito a una ristrutturazione generale terminata nel 2012, a loro volta convertiti alla funzione museale. Il museo, che oggi occupa l'intero edificio, consta in parte di ambienti che riproducono la fisionomia del luogo all'epoca in cui vi abitava Spinoza, in parte di un'esposizione di documenti, libri e altri materiali storici.

### La biblioteca di Spinoza
Spinoza visse tutta la vita adulta in condizioni spartane. Alcuni mesi dopo la sua morte, avvenuta all'Aia il 21 febbraio 1677, i suoi averi furono venduti all'asta per coprire le spese per la sepoltura e alcuni debiti di moderata entità che aveva contratto nell'ultimo periodo, in cui era stato malato. Prima della fine dell'anno un notaio venne incaricato di inventariare tutti i suoi beni, che, per quanto almeno riguarda ciò che aveva un valore economico, si riducevano praticamente ad alcuni vestiti e mobili e ai 160 libri che erano entrati in suo possesso nel corso del tempo.
Negli anni 1880, cioè poco prima che venisse riscoperta la casa di Spinoza a Rijnsburg, venne ritrovata anche la lista dei beni di Spinoza. L'elenco dei libri era stato steso per conto del notaio da Jan Rieuwertsz, il libraio ed editore amico di Spinoza, che ancora nel 1677 si stava occupando di pubblicarne le opere. Nella lista erano riportati non solo i titoli, ma anche i dettagli relativi all'edizione di ogni singolo libro posseduto dal filosofo; in tal modo a cavallo dell'Ottocento e del Novecento fu possibile ricostruire quasi completamente la biblioteca di Spinoza con le stesse edizioni, benché non con le stesse copie, dei testi che egli aveva avuto fra le mani.
La biblioteca di Spinoza è conservata presso lo Spinozahuis di Rijnsburg, di cui costituisce uno degli oggetti più rilevanti in esposizione.